# كهوف التوحيدية
كهوف التوحيدية: قرية في شعبية الجبل الأخضر شمال شرق ليبيا. تقع على بعد حوالي 13 كم جنوب شرق البيضاء.

## روابط خارجية
- خريطة القمر الصناعي في Maplandia.com